# Philip B. Crosby
Philip Bayard Crosby (* 18. Juni 1926 in Wheeling, West Virginia; † 18. August 2001 in Winter Park, Florida) war neben Joseph M. Juran und W. Edwards Deming einer der großen „Qualitätsgurus“ im Management.
Crosby begann seine Karriere als Direktor für Qualität bei International Telephone and Telegraph (ITT) und wurde Anfang der 1960er Jahre vom US-Verteidigungsministerium für die Konzeption des Null-Fehler-Programms ausgezeichnet.
Dieses Programm zielte darauf ab, Menschen so eng wie möglich an das Ziel der Perfektion heranzuführen. Das Entstehen von Fehlern am Produkt darf nicht als normal betrachtet werden. Die Analyse der Fehlerursache und die Einleitung von Korrekturmaßnahmen sollen dazu beitragen, das Auftreten von Fehlern in der Arbeitstätigkeit zu reduzieren.
Weiterhin beschäftigte sich Crosby intensiv mit den Aspekten der Qualitätskosten und des Qualitätscontrolling.

## CrosbysAnsatz
Crosbys Überlegung setzte bei den Kosten an. Er definierte Qualität als "kostenlos" (so auch der Titel seines Buches 1979: Quality is free ~ Qualität kostet nichts). Sein Ansatz wird am besten mit seinen vier Grundsätzen der Qualität beschrieben:
1. Die Definition von Qualität ist Erfüllung von Anforderungen
2. Das Qualitätssicherungssystem beschäftigt sich mit Verhütung und dem Sicherstellen von Produktion richtig beim ersten Versuch.
3. Die Maßgröße für Qualität sind die Kosten der Nichterfüllung (die Aufgabe nicht im ersten Anlauf richtig zu erfüllen)
4. Der Grenzwert von Leistung ist Null Fehler (engl. zero defects)

Crosby brachte auch den Gedanken in die Management-Welt ein, dass Qualität eine Verantwortung des Managements ist und nicht ein Programm. Er schlug (wohl als Antwort auf Demings 14 Punkte) 14 Schritte zur Qualitätsverbesserung vor:
1. Stelle sicher, dass das Management sich zur Qualität verpflichtet.
2. Forme Qualitätsverbesserungsteams mit Stellvertretern aus jeder Abteilung
3. Bestimme, wo aktuelle oder mögliche zukünftige Qualitätsprobleme liegen.
4. Bewerte die Kosten der Qualität und erläutere dessen Verwendung als Management-Werkzeug.
5. Erhöhe das Qualitätsbewusstsein und den persönlichen Einsatz dafür bei allen Beschäftigten.
6. Ergreife Maßnahmen, um in früheren Schritten entdeckte Probleme zu beheben.
7. Gründe ein Komitee für ein Null-Fehler Programm.
8. Bilde Aufsichtspersonal so aus, dass sie ihren Teil im Qualitätsverbesserungsprogramm erfüllen können.
9. Halte einen Null-Fehler-Tag ab, damit alle Beschäftigten realisieren, dass sich etwas verändert hat.
10. Ermutige Einzelne, sich selbst und ihren Gruppen Verbesserungsziele zu setzen.
11. Ermutige Beschäftigte, dem Management mitzuteilen, welche Hindernisse ihnen beim Erreichen der Verbesserungsziele im Wege sind.
12. Erkenne die Teilnehmenden an und zeige das auch.
13. Bilde Qualitätsmeetings, um regelmäßige Kommunikation herzustellen.
14. Durchlaufe das ganze Programm wieder und wieder, um zu betonen, dass das Qualitätsverbesserungsprogramm nie endet.

Viele der Punkte und Behauptungen Crosbys haben die Schlagwortsammlung des Managements erweitert. Das sollte nicht darüber hinwegtäuschen, dass seinen vier Grundsätzen und den 14 Einführungspunkten belegbare Erkenntnisse zugrunde liegen und durch sie – sofern ernst genommen – radikale Verbesserungen erzielt werden können. Man darf auch nicht übersehen, dass die meisten Unternehmen ihre Kultur von Grund auf verändern müssen, um diesem Anspruch gerecht zu werden und dies ein absolut nicht triviales Problem darstellt.
Ein weiterer Meilenstein stellt das Quality Management Maturity Grid dar. Crosby entwickelte dies, um Unternehmen bei ihrem Qualitätsmanagement zu unterstützen. Veröffentlicht wurde es erstmal 1979 in seinem Buch "Quality is free".

## Zitate
Zu seinen bekanntesten Zitaten gehören:

„Qualität beginnt beim Menschen, nicht bei den Dingen. Wer hier einen Wandel herbeiführen will, muß zuallererst auf die innere Einstellung aller Mitarbeiter abzielen.“

„Qualität kostet nichts. Aber sie wird einem nicht geschenkt.“

„Warum sollten Unternehmen viel Zeit und Geld mit dem Aufspüren, Definieren und Bekämpfen von Fehlern vergeuden, wenn es möglich ist, deren Auftreten von vornherein zu verhindern? Null Fehler müssen Leistungsstandard werden!“

## Bibliographie
Diese Bibliographie wurde mit dem Online-Katalog der Library of Congress (101 Independence Ave, S.E., Washington, DC 20540) erstellt. Sie erhebt keinen Anspruch auf Vollständigkeit.
- Cutting the cost of quality; the defect prevention workbook for managers [by Philip B. Crosby. Boston, Industrial Education Institute, 1967]
- The strategy of situation management; a new and unique approach to managing personal and business problems more effectively, by Philip B. Crosby. Illustrated by Paul Kush, Jr.; [Boston, Mass.] Industrial Education Institute, 1969.
- The art of getting your own sweet way; New York, McGraw-Hill [1972] ISBN 0-8015-0358-2
- Quality is free: the art of making quality certain / New York : McGraw-Hill, c1979; ISBN 0-07-014512-1
- Quality without tears: the art of hassle-free management / New York : New American Library, 1985, c1984; ISBN 0-452-25658-5 (pbk.)
- Running things : the art of making things happen / New York : McGraw-Hill, c1986; ISBN 0-07-014513-X
- The eternally successful organization : the art of corporate wellness / New York : McGraw-Hill, c1988; ISBN 0-07-014533-4
- Let’s talk quality: 96 questions you always wanted to ask Phil Crosby / New York : McGraw-Hill, c1989; ISBN 0-07-014565-2.
- Leading, the art of becoming an executive / New York : McGraw-Hill, c1990; ISBN 0-07-014567-9
- Completeness : quality for the 21st century / New York, New York, U.S.A. : Dutton, 1992.; ISBN 0-525-93475-8
- The absolutes of leadership / Johannesburg ; San Diego : Pfeiffer & Company, c1996., ISBN 0-89384-276-1 (hardcover)
- Philip Crosby’s reflections on quality : 295 inspirations from the world’s foremost quality guru / New York : McGraw-Hill, 1996; ISBN 0-07-014525-3
- Quality is still free : making quality certain in uncertain times / New York : McGraw-Hill, c1996; ISBN 0-07-014532-6 (hc)
- Quality and me: lessons from an evolving life / Philip B. Crosby. 1st ed. San Francisco, Calif. : Jossey-Bass, c1999; ISBN 0-7879-4702-4 (alk. paper)